# Lorenz Rudolf
Lorenz Rudolf (* 25. April 1995) ist ein deutscher Volleyballspieler.

## Karriere
Rudolf spielte mit der FT 1844 Freiburg zunächst in der 2. Bundesliga Süd. Mit den Freiburgern schaffte er in der Saison 2022/23 als Tabellenzweiter den Aufstieg in die erste Liga. Freiburg erreichte das Viertelfinale im DVV-Pokal 2023/24, verpasste aber als Tabellenzehnter der Bundesliga-Saison die Playoffs.